# Новостроево (Озёрский район)
Новостро́ево (до 1947 — Тремпен (нем. Trempen)) — посёлок в Озёрском городском округе Калининградской области. До 2014 года являлся административным центром Новостроевского сельского поселения. 

## География
Посёлок расположен в 6 километрах северо—западнее Озёрска и в 27 километрах от Черняховска. Через него протекает река Удельная.

## История
Тремпен впервые упоминается в 1510 году. В 1550 году была здесь построена кирха. С 1874 года Тремпен становится центром одноименного сельского округа в составе района Даркемен административного округа Гумбиннен Восточной Пруссии. В первой половине 20 века была построена узкоколейка из Инстербурга с ответвлением в Тремпен.
С 1945 года входил в состав РСФСР СССР. В 1947 году Тремпен был переименован в Новостроево и стал центром Новостроевского сельсовета Озёрского района.  
30 июня 2008 года стал административным центром образованного в ходе административной реформы в Российской Федерации Новостроевского сельского поселения. С 2014 года в составе Озёрского городского округа, с 2020 года — в составе Озерского муниципального округа.

## Население
| 1818 | 1863 | 1910 | 1925 | 1933 | 1939 | 2002 |
| ---- | ---- | ---- | ---- | ---- | ---- | ---- |
| 162  | ↗379 | ↗491 | ↗586 | ↗819 | ↗872 | ↘691 |
| 2010 |      |      |      |      |      |      |
| ↘613 |      |      |      |      |      |      |

## Образование
- Средняя общеобразовательная школа
- Детский сад

## Достопримечательности
- Воинское захоронение русских солдат, павших в Первую мировую войну
- Руины кирхи, переданные РПЦ в 2010 году.

## Известные жители Новостроево
- Борис Бартфельд — председатель Калининградской писательской организации Союза российских писателей.